# Заблотув (ґміна)
Гміна Заблотув — колишня (1934–1939 рр.) сільська ґміна Снятинського повіту Станіславського воєводства Польщі Центром ґміни було місто Заболотів, яке не входило до складу ґміни.
1 серпня 1934 року в Снятинському повіті Станіславівського воєводства було створено ґміну Заблотув з центром в м. Заболотів. У склад ґміни входили такі сільські громади: Борщув, Хлєбичин Польни, Ілліньце, Тросцянєц, Труйца.
У 1934 р. територія ґміни становила 85,95 км². Населення ґміни станом на 1931 рік становило 11 073 особи. Налічувалось 2 627 житлових будинків.
Ґміна ліквідована в 1940 р. у зв’язку з утворенням Заболотівського району.